# Wratt Peak
Wratt Peak är en bergstopp i Antarktis. Den ligger i Östantarktis. Nya Zeeland gör anspråk på området. Toppen på Wratt Peak är 1 000 meter över havet.
Terrängen runt Wratt Peak är kuperad åt sydost, men åt nordväst är den bergig. Trakten är obefolkad. Det finns inga samhällen i närheten. 